# Trigonopterus grimmi
Trigonopterus grimmi – gatunek chrząszcza z rodziny ryjkowcowatych i podrodziny krytoryjków.
Gatunek ten opisany został po raz pierwszy w 2022 roku przez Alexandra Riedela na łamach „ZooKeys”. Jako miejsce typowe wskazano Park Narodowy Gunung Gading w malezyjskim stanie Sarawak. Epitet gatunkowy nadano na cześć koleopterologa, Rolanda Grimma.
Chrząszcz o ciele długości od 2,7 do 2,9 mm, w zarysie prawie rombowatym z przewężeniem między przedpleczem a pokrywami, ubarwionym czarno z jasnordzawymi czułkami i ciemnordzawymi odnóżami. Epistom samicy jest niezmodyfikowany, samca zaś zaopatrzony w kanciastą, poprzeczną listewkę. Ryjek zaopatrzony jest w parę listewek przyśrodkowych, u samicy pośrodku wierzchu nagi, u samca z maczugowatymi łuskami. Przedplecze jest gęsto punktowane i słabo mikrosiateczkowane. Pokrywy mają rzędy z małymi punktami; cztery lub pięć dużych punktów leży na barkach w rzędach ósmym i dziewiątym. Barki u samca są prawie kanciasto wystające, u samicy tylko wypukłe. Tylna para odnóży ma na udzie ząbkowaną listewkę grzbietowo-tylną oraz przedwierzchołkową łatkę strydulacyjną. Golenie mają przed nasadami ząbkowane krawędzie grzbietowe. Genitalia samca mają prącie o prawie równoległych bokach i przewód wytryskowy bez bulbusa.
Owad orientalny, endemiczny dla Borneo, znany tylko z lokalizacji typowej w stanie Sarawak. Spotykany na rzędnych od 50 do 300 m n.p.m.